# Baranowo (obwód kurski)
Baranowo (ros. Бараново) – wieś (sieło) w Rosji, w obwodzie kurskim, w rejonie gorszeczeńskim. W 2010 liczyła 613 mieszkańców.